# ラージャラージャ1世
ラージャラージャ1世(タミル語:இராஜராஜ சோழன் Irājarāja Cōḻaṉ)はチョーラ朝の王 (在位:985年ごろ–1014年)。彼の治世下では王朝が復権し、南インドやインド洋での覇権を握ることとなった。出生名はアルルモリ・ヴァルマン(タミル語:அருண்மொழிவர்மன்)である。

## 概要
彼はパーンディヤ朝やチェーラ朝、スリランカ北部を征服し、モルディブ、ラクシャドウィープを手中に収めた。また、現在のカルナータカ州南部にあった西ガンガ朝やチャールキヤ朝との戦争によって、チョーラ朝の影響力がトゥンガバドラー川にまで及ぶようになった。インド東岸部でも現在のゴーダーヴァリ川下流域の領有争いでチャールキヤ朝との戦っている。
また、チョーラ朝の首都タンジャーヴールにはラージャラージェーシュヴァラ寺院を建立した。この寺院は、中世の南インドの建築様式において重要な寺院建築の一つとみなされている。また彼の治世下では、当時のタミルの詩人のアッパルやサンバンダール、スンダラールの詩を集めたThirumuraiが編纂された。 1000年には大規模な土地調査と土地評価を行い、国土をvalanadusと呼ばれる区画に再編した。ラージャラージャ1世は1014年に没し、息子のラージェーンドラ1世が王位を継承した。